# 日本敗れず
『日本敗れず』（にほんやぶれず）は、新東宝映画が1954年に製作した日本映画。2021年の8月に新東宝キネマノスタルジアレーベルからDVD(HDリマスター)が発売されている。

## 概要
終戦をめぐる閣議の攻防や、陸軍将校らによる玉音放送の音盤奪取を目指したクーデター事件「宮城事件」を描いた初の映画。戦前にハリウッドスターとなった国際派俳優の早川雪洲が、主人公の陸軍大臣を演じる。監督は同じくハリウッドで活躍し、戦後は新東宝で文芸作品に手腕を発揮した阿部豊で、プロデューサーも務めた。後に同じ題材を描いて二度映画化された『日本のいちばん長い日』とは異なり、戦時の庶民の姿に長く時間が割かれている。また、役名はすべて仮名で、決起将校の上下関係や被害者など事実関係は史実と異なる。制作当時の若手だった丹波哲郎や宇津井健が、決起将校役として出演している。

## あらすじ
昭和20年夏、東京も相次ぐ大空襲に遭い、庶民が塗炭の苦しみを味わう中、陸軍省部内では若手将校たちが本土決戦の計画を練っていた。閣議でも総理や外相ら閣僚たちが講和を模索していた中、川浪陸相が強硬に反撃すべきことを主張し、膠着状態に陥る。しかし、御前会議でポツダム宣言受諾の聖断が下り、玉音放送の録音も行われる。血気にはやる青年将校たちは、天皇陛下の録音盤を手に入れようと近衛師団長を殺害し、偽の命令を発して宮城に突入する。

## スタッフ
- 監督：阿部豊
- 製作総指揮：田辺宗英
- 製作：阿部豊
- 脚本：館岡謙之助
- 音楽：鈴木静一
- 撮影：横山実
- 美術：進藤誠吾
- 編集：後藤敏男

## 配役
カッコ内はモデルとされる実在の人物の名前。
- 川浪陸軍大臣（阿南惟幾）：早川雪洲
- 中田東部軍司令官（田中静壱）：藤田進
- 総理（鈴木貫太郎）：斎藤達雄
- 南郷外務大臣（東郷茂徳）：山村聡[注釈 1]
- 米田海軍大臣（米内光政）：柳永二郎[注釈 2]
- 新井軍事課長・大佐（荒尾興功）：安部徹
- 竹田中佐（竹下正彦）：沼田曜一
- 稲垣中佐（稲葉正夫）：舟橋元
- 畑少佐（畑中健二）：細川俊夫
- 松崎少佐（椎崎二郎中佐）：丹波哲郎
- 北少佐（井田正孝中佐）：小笠原弘
- 黒田中佐（窪田兼三少佐）：鈴木紳也（御木本伸介）
- 中原大尉（上原重太郎）：宇津井健
- 梅沢参謀総長（梅津美治郎）：武田正憲
- 林近衛師団長（森赳）：高田稔[注釈 3]
- 豊島軍令部総長（豊田副武）：小川虎之助
- 平井枢相（平沼騏一郎）：杉寛
- 滝川侍従（徳川義寛）：北沢彪
- 田部（矢部謙次郎・日本放送協会国内局長）：佐々木孝丸